# Heliococcus etubularis
Heliococcus etubularis är en insektsart som beskrevs av Matesova 1984. Heliococcus etubularis ingår i släktet Heliococcus och familjen ullsköldlöss.
Artens utbredningsområde är Kazakstan. Inga underarter finns listade i Catalogue of Life.